# Burg Nienhaus

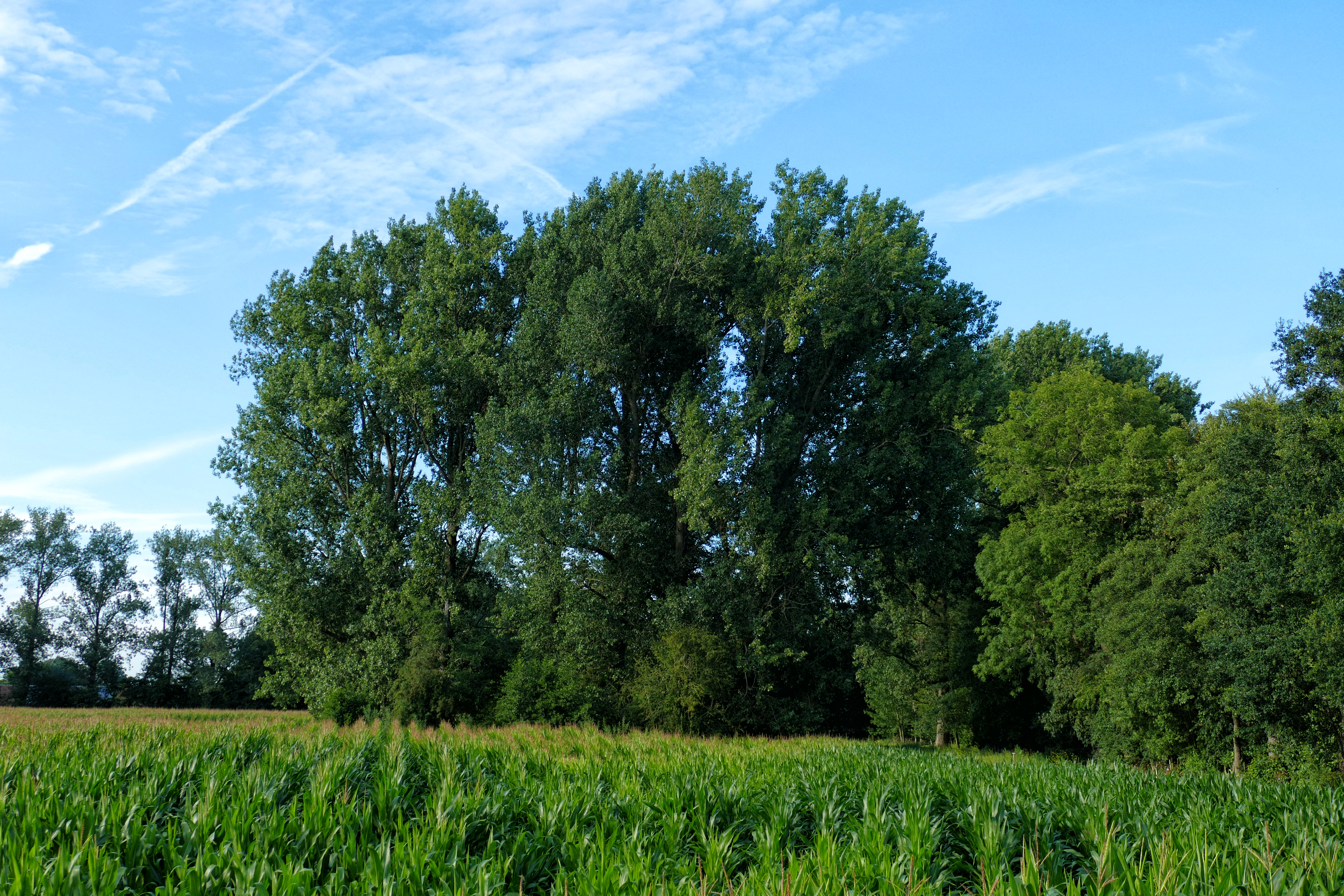
Abgegangene Landesburg Nienhaus

Die Burg Nienhaus ist eine abgegangene spätmittelalterliche Landesburg des Bistums Münster südlich des Stadtteils Aschendorf von Papenburg im niedersächsischen Landkreis Emsland.

## Geschichte
Der Ursprung der Burg Nienhaus des Bistums Münster liegt in den Unabhängigkeitsbestrebungen des Ortes Aschendorf, der mit Unterstützung der Friesen den Status einer freien Landgemeinde erreichen wollte. 1266 baute der Münsteraner Bischof Gerhard von der Mark zur Eindämmung dieser Ambitionen in der Nähe von Aschendorf die Burg „Fretheburch“. Kurz nach dem Tod des Bischofs haben die Aschendorfer 1272 diese Befestigung zerstört. Dabei erscheint sie als „castrum novum iuxta Eskathorp“ und somit zum ersten Mal als Burg Nienhaus.
Um 1340 wurde am selben Platz die neue Burg Nienhaus errichtet, die Sitz des Drosten des Bistums Münster für das Emsland war. 1449 wurde die Burg erneut von den Aschendorfer Bürgern eingenommen und kurzzeitig besetzt. 1538 ging die Burg während des Krieges zwischen dem Bischof von Münster und der Grafschaft Oldenburg in Flammen auf. Im Dreißigjährigen Krieg wechselte Burg Nienhaus mehrfach den Besitzer und wurde schließlich von den Schweden 1647 zerstört. 1695 verschenkte Bischof Ferdinand von Fürstenberg das noch erhaltene Mauerwerk an die Franziskaner in Aschendorf, um ihren Klosterneubau zu fördern. Nach dem Dreißigjährigen Krieg errichtete der Droste auf dem Gelände ein Wohn- und Wirtschaftsgebäude, das jedoch 1670 zerstört wurde. Ein neues kleines Amtshaus wurde 1729 zugunsten von Gut Altenkamp aufgegeben. Danach existierte nur noch ein Hof.
1832/33 wurde 150 m östlich des Burgplatzes das heutige Amtshaus errichtet, bei der Anlage seines Gartens wurden wohl die letzten obertägigen Reste der Burg und der nachfolgenden Gebäude planiert. Der Bau der Emsstraße 1997 dürfte Teile der Burganlage zerstört haben.

## Beschreibung
Die Burg war im Winkel zweier Altarme der Ems angelegt, die durch ihre morastige Beschaffenheit einen zusätzlichen Schutz darstellten. Auf einer Karte von 1587 ist die Burg in Form eines rechteckigen Herrenhauses mit Treppenturm und drei davor liegenden Wirtschaftsgebäuden eingezeichnet.
Eine kleine, baumbestandene Erhebung, die von einem weitgehend verfüllten Graben umgeben ist, wurde lange Zeit für den Standort der Burg gehalten. Bei neueren Untersuchungen kam jedoch ein Fundament zutage, das wohl erst nach dem Dreißigjährigen Krieg gelegt worden war. Zudem dürfte der Hügel erst im 19. Jahrhundert als Reminiszenz an die Burg aufgeschüttet worden sein.
Nach einer Karte von 1784 war der Burgplatz damals von einer viereckigen Gräfte umgeben. Bohrungen ergaben im Norden zwei Gräftenverläufe, von denen der ältere Wassergraben 1340 oder vorher angelegt wurde, der jüngere war bis 1647 in Funktion. Die Prospektionen ergaben anhand von Ziegelresten Standorte von Burggebäuden nördlich und westlich des Hügels. Gebäude aus der Zeit zwischen dem Ende der Burg 1647 und dem Bau des heutigen Amtshauses 1832 standen hingegen südlich.
Das heutige Amtshaus besteht aus einem zweistöckigen Ziegelgebäude mit Werksteingliederung und Walmdach und einer repräsentativen Außentreppe, die auf ein Portal zuläuft.